# Cromwell (Nouvelle-Zélande)
Pour les articles homonymes, voir Cromwell.
Cromwell est une ville néo-zélandaise du district de Central Otago dans la région d'Otago. Elle est la commune la plus éloignée de la mer de Nouvelle-Zélande, à 119 km du littoral. Elle est située à 60 km à l'est de Queenstown, à 50 km au sud de Wanaka, et à 33 km au nord d'Alexandra. La route menant à cette dernière traverse les gorges de Cromwell. Le col de Lindis (en), qui permet de rejoindre Omarama en Canterbury, est à 75 km au nord-est.

## Histoire
Avant la fondation de Cromwell dans les années 1860, son emplacement est simplement appelé The Junction (le confluent) en raison de sa position au point de confluence des rivières Clutha et Kawarau. En 1862, deux mineurs, Hartley et Reilly découvrent de l'or dans le sous-sol. Une fois la nouvelle propagée, des milliers de chercheurs d'or affluent. À Bannaockburn se constitue à cette époque un Chinatown qui dépérira à la suite de la "Poll Tax", une politique discriminatoire envers les Chinois. Ils seront privés en 1908 du droit à la naturalisation (qui perdurera jusqu'en 1951). C'est l'unique communauté privée de ce droit en Nouvelle Zélande. Le 14 février 2002 le gouvernement présenta ses excuses officielles reconnaissant le caractère discriminatoire de cette ancienne politique.
L'ancien Chinatown de Cromwell est désormais sous les eaux du lac Dustan.
Lorsque l'or de la région fut épuisé, Cromwell se reconvertit dans la production de fruits à noyau. L'emplacement entre les cols de Lindis (en) et Haast (en) sont stratégiques, et Cromwell devient une plateforme tournante entre les villes de Queenstown, Wanaka et Alexandra.
La construction du barrage de Clyde, de 1982 à 1993, apporte de nombreux changements à Cromwell, qui est notamment choisie pour loger les ouvriers travaillant sur le chantier. Un tiers environ de la ville doit être rebâti plus en hauteur. À cette occasion, les infrastructures administratives, éducatives et sportives sont modernisées, un nouveau pont est construit et un centre-ville commerçant en forme de galerie marchande est recréé. En 1992, le remplissage du barrage forme le lac Dunstan, qui engloutit en partie le centre-ville historique ainsi que le confluent des rivières Clutha et Kawarau, autrefois connu pour son vieux pont et pour la différence de couleurs des eaux des deux affluents.

### Sites historiques
Il est aujourd'hui possible de visiter de nombreux sites historiques dans les environs de Cromwell. Le village de Bannockburn a conservé des édifices de l'époque de la ruée vers l'or, dont un hôtel et un bureau de poste. De nombreuses mines anciennes sont également accessibles à pied. Il est aussi possible de visiter les vestiges à demi enfouis du centre-ville historique de Cromwell.

Vue panoramique des mines d'or de Bannockburn, près de Cromwell.

## Démographie
| Année | Population |
| ----- | ---------- |
| 1996  | 2670       |
| 2001  | 2730       |
| 2006  | 3585       |
| 2007  | 3900       |
| 2008  | 4020       |
| 2009  | 4130       |
| 2010  | 4230       |
| 2011  | 4280       |
| 2012  | 4290       |
| 2013  | 4300       |
| 2014  | 4390       |
| 2015  | 4510       |
| 2016  | 4670       |
| 2017  | 4880       |

## Climat
Le climat en Central Otago est extrême. C'est la région la plus sèche et la plus froide de Nouvelle-Zélande. Les saisons sont très distinctes. C'est également une des régions les moins ventées de Nouvelle-Zélande.
L'été est chaud et sec. La température peut varier entre 10 et 30 °C en une journée. Les précipitations mensuelles sont de 28 mm en moyenne, et la durée d'ensoleillement de 227 h.
L'automne est très coloré. Les arbres à feuillage caduc se parent de jaune, rouge et orange. Les températures varient entre -3 et 24 °C, avec une moyenne de onze gelées par mois. Les précipitations mensuelles sont de 38 mm en moyenne, et la durée d'ensoleillement de 150 h.
L'hiver est souvent brumeux le matin, surtout depuis la formation du lac Dunstan, mais le ciel se dégage en journée. Les gelées sont fréquentes, en moyenne 25 jours par mois. Les températures varient entre -6 et 15 °C. Les précipitations mensuelles sont de 15 mm en moyenne, et la durée d'ensoleillement de 107 h.
Le printemps, plus doux, réchauffe le sol et permet aux arbres fruitiers de fleurir. Les températures varient entre -3 et 20 °C, avec une moyenne de dix gelées par mois. Les précipitations mensuelles sont de 28 mm en moyenne, et la durée d'ensoleillement de 206 h.

## Éducation
Cromwell possède cinq écoles maternelles, deux écoles primaires et un collège. Le campus Otago Polytechnic est spécialisé dans l'horticulture, la restauration et le tourisme. Il conseille également les horticulteurs sur de nouvelles variétés cultivables et viables d'un point de vue commercial.

## Économie
La ville bénéficie de l’attrait touristique de ses voisines, Queenstown et Wanaka, mais aussi de la vente de fruits en été, étape pour de nombreux touristes. Une statue gigantesque à effigie de fruits orne le bord de la ville. Cromwell est aussi le centre du vignoble du Central Otago et de nombreux caveaux de dégustation. Le vin et l'arboriculture font partie de l’économie.